# Dorstenia ficus
Dorstenia ficus är en mullbärsväxtart som beskrevs av Vell.. Dorstenia ficus ingår i släktet Dorstenia och familjen mullbärsväxter. Inga underarter finns listade i Catalogue of Life.